# Оцінки російського вторгнення в Україну (2022)
Активна фаза військового вторгнення РФ вже на всю територію України, а не лише в Крим, Донеччину та Луганщину, дістає різні оцінки експертів по всьому світу.

## Оцінки цілей російського керівництва
Одні дослідники стверджують, що дії Росії пояснюються фашистською природою режиму, вкоріненого В. Путіним: так, Тімоті Снайдер, розгортаючи у статті газети The Boston Globe свою думку (з книги «Шлях до несвободи: Росія, Європа, Америка», 2018) про прагнення Путіна реставрувати Радянський Союз у фашистській формі, кваліфікує російську тактику в ході війни як подібну до гітлерівської (англ. Hitler-like) — зокрема, у тому, що вона ґрунтується на брехні екстраординарного масштабу.
31 січня голова Загальноросійського офіцерського зібрання, генерал-полковник у відставці, Леонід Івашов зробив від імені організації звернення проти війни Росії з Україною, де серед іншого було зазначено, що російське керівництво «провокує напруженість на межі війни», щоб відволікти населення від внутрішніх проблем, а застосування військової сили проти України поставить під питання існування самої Росії як держави й назавжди зробить росіян та українців смертельними ворогами.
5 березня заступник голови Центру політичних досліджень Державної ради КНР Ху Вей в аналітичній статті для The U.S.-China Perception Monitor, видання The Carter Center, закликав Китай, який до цих пір відмовлявся засудити воєнні дії Росії в Україні та спонукав обидві сторони до переговорів про припинення вогню, невідкладно провести тверду лінію з російською стороною, оскільки вважає, що «Китай повинен якнайшвидше скинути тягар Росії, щоб захистити свої інтереси», назвав дії Росії «непоправною помилкою», гадаючи, що за гіршого розвитку подій для президента В. Путіна його країна може самовільно розпастися. А це потягне за собою самотність Китаю перед невпинним спостеріганням з боку США, коли для китайського керівництва набагато вигідніше було б покращити відношення з американською стороною та уникнути будь-яких побічних санкцій. У зв'язку з цим Ху Вей підкреслює, що «Путіну, ймовірно, доведеться закінчити війну без підтримки Китаю», а «це може стати прекрасною можливістю отримати схвальні відгуки з усього світу».
19 березня колишній міністр оборони квазіутворення ДНР І. Гіркін в інтерв'ю інтернет-виданню «Свободная пресса» висловив думку, що російська влада зваживши «всю інформацію, зрозуміла, що рано чи пізно Україна всеодно атакуватиме республіки» і її «всеодно кинуть в бій її господарі», тому «і вирішила нанести удар першою, щоб взяти ініціативу в неминучому зіткненні». Він вважає, що «насправді це був сильний хід Москви» та «не очікував від влади Росії такої рішучості після семи років „мінських процесів“, які постійно погіршували і політичну, і військову позицію РФ», хоча й додає, що «це рішення про введення військ визрівало достатньо давно».
Старший науковий співробітник Центру кібернетичного права і політики Університету Хайфи Лев Топор, коментуючи дії Росії, вказав, що Росія у цій ситуації зовсім не була єдиноосібним агресором, і що її дії були реактивні та спровоковані діями НАТО по рекрутуванню України до своїх лав. При цьому він зауважив, що спроби НАТО ліквідувати бар'єр з нейтральних держав між собою та Росією в разі успіху зменшили б час, який залишався б Росії на реагування у випадку ядерної атаки.

## Оцінки ефективності ЗС РФ

### У Великобританії
25 лютого 2022 року міністр оборони Великобританії Бен Воллес в ефірі Sky News заявив, що «російська армія не змогла першого ж дня досягти своєї головної мети», також висловив думку, що «попри зухвалі заяви Росії та бачення президента Путіна того, що українці якимось чином будуть звільнені та доєднаються до його справи, він зовсім не має рації».
21 березня британський генерал і колишній заступник головнокомандуючого об'єднаними силами НАТО у Європі Річард Ширрефф сказав, що «Путін здійснив ще дві класичні помилки», назвавши першою недооцінення української сторони, а другою — переоцінення «здатності та якості своєї власної армії й своїх військово-повітряних сил», додавши, що «судячи з інформації, яку ми бачимо, росіяни зараз не мають значної переваги у повітрі війська». У зв'язку з цим Ширрефф заявив, що «якщо Росія хоче досягти успіхів у цій кампанії, їй просто необхідно заводити свою піхоту в міста та брати їх під контроль, а це означатиме значний ріст втрат», вказавши на те, що, як правило, атакуючій стороні для успішного наступу в містах необхідно мати у шість разів більше бійців, ніж обороняючій.

### В ЄС
26 лютого, на третій день воєнних дій, експерт берлінського фонду Німецького інституту з міжнародних питань та безпеки Вольфганг Ріхтер в інтерв'ю Deutsche Welle висловився, що Путін робив ставку на бліцкриг, однак початковий план не вдалось реалізувати.
4 березня колишній керівник штабу Національних збройних сил Латвії, бригадний генерал запасу Карліс Кресліньш в ефірі програми «Відкрите питання» порталу Public Broadcasting of Latvia, сказав, що російська сторона пробувала, «до якого рубіжу можна дійти», навівши як приклад мюнхенську промову В. Путіна, російсько-грузинську війну 2008 року, анексію Криму у 2014 році та війну на сході України, і таким чином «весь час тестується, а що Захід зможе протиставити». Він зауважив, що коли біля російсько-українського кордону концентрувались російські війська, то багато в наступ не вірили, вважаючи, що «це робиться для того, щоб більше залякати». Кресліньш спочатку говорив, що буде «грузинський сценарій», направлений на відділення квазіреспублік, оскільки він 24 лютого «був у Києві, коли почали стріляти, тоді подумав, що це спроба захопити Луганську й Донецьку області». Зараз же переконаний, що «планувався бліцкриг», де «ставка робилась на те, що президент України втече», а потім «взявши Київ, можна було б призначити тимчасового виконуючого обов'язки, щоб керівництво було таким, яке співпрацює з Росією», й він впевнений, що «цей варіант провалився». На його думку, «або Путіну надають недостовірну інформацію, або, а саме так і відчувається, в деяких колах взагалі не розуміють, якою є Україна». Також Кресліньш вважає, що Путіну «вдалося згуртувати і НАТО, і Європейський Союз», багато українців «висилають сім'ї, а самі готові взятися до зброї й захищати країну». Оцінюючи воєнну обстановку Кресліньш додав, що Росія повністю контролює повітряний простір, оскільки в неї є перевага у повітрі, в той час як в «наземній частині, коли йде колона, розтягнута на 60 км, прості жителі з цим боротися ніяк не можуть». Хоча й вказує, що «сили територіальної оборони – це те ж саме, що в нас Земессардзе, можуть не давати здійснювати логістику, не дозволяти підвозити паливо та провізію». Кресліньш стверджує, що у російської армії немає мотивації, пояснюючи це тим, що солдати отримують заробітну плату, а коли потрапляють до полону, говорять, що не очікували відправлення на війну, а «українська армія не така велика, але вона вмотивована». Кресліньш підсумував, давши прогноз на тривалість воєнних дій. За його словами, «це багато в чому залежатиме від міжнародного суспільства», оскільки «введені дійсно серйозні санкції, виникають протиріччя у вищих колах Росії». Він вважає, що «це повинно спрацювати». Хоча і визнає, що «війна, яку в Росії називають "спеціальною операцією", ще буде продовжуватися, бо Росія шукає спосіб показати росіянам успіхи», тому «може тривати ще десять днів».
11 березня радник зі зв'язків з громадськістю й прес-секретар Начальника штабу Збройних сил Франції полковник Паскаль Янні заявив телеканалу France 2, що російська армія погано підготувалась і тепер стикається з багатьма труднощами на місцях, «особливо в тиловому забезпеченні та розвідці». Він висловив думку, що «наступ на Київ буде здійснено найближчими днями, але фактично взяття під контроль Києва — це зовсім інша справа і займе дуже-дуже багато часу», зважаючи на «проблему з резервами» у російської сторони. Він сказав, що «російська армія також потрапила в капкан передчасної весни», бо розмерзла земля створює військовим труднощі при переміщенні.

### В Росії
19 березня І. Стрєлков висловився, що важко оцінювати те, наскільки складним очікувалось саме проведення "операції", але підкреслив, що «в Кремлі навпаки розраховували, що наш наступ розвиватиметься дуже швидко» й «швидко призведе до очевидної стратегічної перемоги». На його думку, "воєнна операція" була спланована на основі недостовірної інформації, в тому числі про те, як будуть зустрічати російські війська прості українці. Стрєлков вважає, що в перші дві доби була втрачена можливість нанесення ударів «по пунктах постійної дислокації українських військ», коли «можна було нанести їм дійсно непоправних втрат, коли вони сиділи в казармах і не встигли розосередитися». Кажучи про втрачену для російського керівництва можливість уникнути блокування російських золотовалютних резервів, він додав, що початок воєнних дій став несподіванкою для офіційних осіб, «відповідальних за економічний блок, за фінансовий стан держави, за власність РФ». За оцінкою Стрєлкова, «через три тижні після початку "операції" жодна стратегічна задача не виконана».

### У США
27 лютого незазначений високопоставлений представник міністерства оборони США на офіційному брифінгу висловився, що перші дні війни вказують на відсутність переваги російської авіації у повітрі та на ріст роздратування сил РФ через наджорсткий спротив. 7 березня неназваний високопоставлений представник Пентагона сказав на офіційному брифінгу, що Росія задіяла 95% сил та засобів, зосереджених біля кордону України до початку вторгнення. Пентагон не помітив значного просунення російських військ за попередню добу. На думку Пентагона, російські ПКС і надалі не контролюють повітряний простір над Україною.
1 березня експерт з російської армії Центру воєнно-морського аналізу (CNA) та науковий співробітник Інституту Кеннана Вільсонівського центру Майкл Кофман у своєму твіттері висловився, що початковий план вторгнення виявився провальним через недооцінення ЗСУ, транспортну логістику, відсутність прикриття та вогневої підтримки. Він вважає, що невдачі РФ пов'язані з тим, що планувалось повномасштабне вторгнення без співставної за масштабами "операції", при цьому за короткий термін, щоб приховати втрати особового складу армії та затрати на проведення "операції" від громадськості. Також Кофман сказав про низький моральний дух ЗС РФ, вважаючи, що вони не бачать в українцях противників, а військових не готували до такої кампанії. Паралельно він вважає, що ЗСУ мали вищу мотивацію, тому і досягли значного успіху в обороні. На думку Кофмана, мета російської сторони не тільки в тому, щоб завдати шкоди ЗСУ, але й досягти зміни влади в країні. Поруч з цим він вважає, що на п'яту добу "операції" ЗС РФ змінили тактику та перегруповують свої сили в напрямку головних ударів.

### В Україні
15 березня колишній заступник начальника Генерального штабу Збройних сил України генерал-лейтенант Романенко Ігор Олександрович в інтерв'ю obozrevatel.com сказав, що «впродовж перших двох тижнів війни Україна зірвала бліцкриг, зірвана перша стратегічна наступальна операція ЗС РФ», але «у зв'язку з тим, що цілей не досягнуто, готується друга наступальна операція». Він зауважив, що «за її результатами буде прояснена картина на перспективу», а «якась визначеність може з'явитися не раніше, як після кількох тижнів або ж навіть місяців». Романенко стверджує, що з російського боку в боях «є строковики, є резервісти», які, за його словами, «погано навчені й погано екіпіровані, з низьким морально-психологічним станом». Тому він вважає, що оскільки були «зроблені висновки з помилок під час підготовки до цієї війни», то тепер російська сторона готується «зібрати підготовлених військовослужбовців, котрі є на території Росії та за кордоном».

## Оцінки ефективності ЗСУ

### У США
3 березня голова Об'єднаного комітету начальників штабів США Марк Міллі в розмові з журналістами The New York Times та The Washington Post заявив, що українські військові ведуть надзвичайно ефективну оборону та демонструють готовність покласти життя, щоб захистити свою країну, а Генеральний секретар НАТО Єнс Столтенберг висловив думку, що ЗСУ діють краще й чинять більший спротив, ніж очікувала Росія та більшість експертів.
3 березня американський воєнний аналітик і колишній інспектор ООН з озброєння Скотт Ріттер заявив, що українські сили не мають шансів на перемогу в зіткненні з російською армією, а українське керівництво скоро паде. Разом з тим, він виразив співчуття патріотизму українських військовослужбовців, додавши, що країни Заходу обманули київське керівництво: «їх підводили до думки, що вони зможуть боротися з росіянами. У них були інструктори НАТО, вони отримували летальну зброю».
22 березня американський генерал-майор Майкл Репасс висловився, що баланс сил між українськими й російськими військами змінюється на користь України. За його оцінкою, українські війська мають втричі менші втрати, ніж російські. Репасс пояснює успіхи українців вищим бойовим духом, а також глибоким реформуванням ЗСУ з 2014 року. На його думку, нинішні українські війська за ефективністю співвідносні з військами НАТО.

### У Великобританії
26 березня бригадир британської армії у відставці Том Фоулкс охарактеризував спротив українців таким чином: "Так боряться ті люди, котрі боряться за виживання. Так захищають свою Батьківщину та свої сім'ї. Їхня мужність шокує та захоплює". Фоулкс також відзначив успішні дії снайперів ЗСУ зі знищення високопоставлених російських військових.

### В Росії
19 березня І. Стрєлков висловив думку, що українські війська «дуже грамотно» обрали стратегію пасивної оборони, наводячи як приклад «оборонний вузол Сєвєродонецьк-Рубіжне, який обороняється, як справжня фортеця». Стрєлков вважає, що тактика українських військових побудована на «утриманні найважливіших міст» та «на боротьбі в житловій забудові, де перевага росіян в авіації, в артилерії, в ракетах нівелюється дуже сильно», як і присутність великої кількості мирного населення «яке стримує Росію у застосуванні вогневої сили». В цілому, він вважає, що «всіляко затягувати хід бойових дій — це свідома стратегія не тільки української сторони, але і її кураторів». Він також підкреслює, що «зараз фактично ми граємо за правилами супротивника».